# Museo Arqueológico Comarcal de Bañolas
El Museo Arqueológico Comarcal de Bañolas (en catalán Museu Arqueològic Comarcal de Banyoles, abreviadamente MACB) es un museo arqueológico situado en el edificio de la Pía Almoina de Bañolas, en la Plazoleta de la Fuente número 11. En él se conservan y se muestran todas aquellas colecciones que proceden de los yacimientos arqueológicos de la comarca del Pla de l'Estany. Forma parte de la Red de Museos Locales de Cataluña-Gerona. Se fundó en 1933, cuando el Ayuntamiento de Bañolas lo creó a raíz de los hallazgos de la villa romana de Vilauba del año 1932.
El MACB conserva los materiales de importantes yacimientos paleontológicos (Terciario final-Cuaternario antiguo, 5-1 millones de años atrás) y también de los asentamientos humanos del Pla de l'Estany entre el paleolítico inferior/medio (250.000 aC) y el siglo XX. Además de las colecciones prehistóricas de Pere Alsius Torrent (finales del siglo XIX) y de Josep M. Corominas Planellas (1933-1973), el MACB compila desde el año 1975 los objetos procedentes de las excavaciones modernas que se realizan en la comarca: el yacimiento paleontológico de Incarcal (Crespiá), las cuevas paleolíticas de Seriñá, el poblado neolítico de la Draga (Bañolas), la villa romana de Vilauba (Camós) y los hornos romanos de Ermedàs (Cornellá del Terri), entre muchos otros.
Tanto el edificio como el museo están catalogados como Bien de Interés Cultural, de acuerdo al decreto 474/1962 de 1 de marzo de 1962, con el código RI-51-0001352.

## Edificio
El museo está ubicado la en Pia Almoina, un palacio gótico del siglo XIV, que a lo largo de su historia ha tenido diversos usos, entre ellos el de Ayuntamiento y de casa de caridad.
El edificio se construyó sobre los restos de otras edificaciones prerrománicas y románicas. Destaca su galería gótica central, así como la Sala Mayor del Consejo, ambas antiguamente decoradas con pinturas de color rojo, amarillo y negro, y de las cuales se conservan unos pocos restos en la sala mayor. El edificio dispone de una gran escalera de piedra que permite acceder al primer piso, recordando los palacios góticos de la Calle de Montcada de Barcelona, donde se encuentra el Museo Picasso.
El museo empezó a traer sus primeras piezas al edificio de la Pía Almoina a principios de los años 30, muy poco después de que el edificio se dejara de usar como Ayuntamiento local (1928). El edificio sería, durante un tiempo, compartido con la Escuela de Artes y Oficios de Bañolas (que lo utilizaría hasta muy entrados los años 50 del siglo XX), con el Centro de Estudios Comarcales de Bañolas (CECB) y con el Archivo Histórico Comarcal de Bañolas. Este último se trasladaría a un edificio propio en 2006.
Durante los años 40, una zona del edificio de la Pía Almoina fue recortada debido a la ampliación de la calle que lleva su mismo nombre.
A finales de los años 70, el MACB adquirió Can Fornells, un edificio medieval anexo al museo. Esto permitió ampliar sus salas y crear una zona de exposición de paleontología y reordenar las salas de prehistoria. Aprovechando estas obras, se reconstruyó toda la disposición de la segunda planta, con el objetivo de crear una zona de investigación y de servicios del museo (conservación y restauración, almacenes, despachos...)
Durante los años 90 se restauraron las pinturas góticas de la Sala de historia. Pocos años después, entre 1998 y 2004, se restauraron los edificios medievales y modernos de Can Paulí y Can Xueta, donde se encuentran una sala polivalente, almacenes y el servicio educativo del museo.

## Historia
El museo fue inaugurado en 1933, gracias a un proyecto municipal en colaboración con diferentes prohombres locales, a pesar de que su creación legal como museo no tendría lugar hasta el 1988.
Los diferentes vecinos interesados por la arqueología y la historia de la comarca fueron aportando sus colecciones. Una vez finalizada la guerra civil española, el Centro de Estudios Comarcales de Bañolas asumiría la dirección del centro hasta el 1984, año en que la gestión volvería de nuevo al Ayuntamiento, mediante una junta de museos. Actualmente la titularidad es compartida entre estas dos entidades.

## Colección
En las diversas salas del museo se hace un repaso de la historia de la evolución humana, desde los primeros homínidos hasta la Edad Media. El museo dispone de unas salas de paleontología y prehistoria, donde se pueden ver desde fósiles de grandes animales de las erasterciaria y cuaternaria, así como algunas piezas del poblado neolítico de la Draga. También dispone de unas salas donde se pueden contemplar varios objetos relacionados con la época de los iberso los romanos, entre otros.
Obras destacadas:
- San Antonio de Padua de Santa Maria de los Turers. Talla de madera barroca.
- Gran felino con dientes de sable de Incarcal: Los tigres con dientes de sable (Homotherium latidens) son el animal fósil más característico de Incarcal, en Crespià (1,3-0,75 millones de años antes de nuestra era). Allí se han recuperado diversos cráneos y mandíbulas de esta especie, lo que convierte Incarcal en uno de los mejores yacimientos paleontológicos europeos donde se puede estudiar. Estos carnívoros convivían con grandes hienas (Pachycrocuta brevirostris) y grandes herbívoros como el elefante meridional (Archidiskodon meridionalis) y el hipopótamo antiguo (Hippopotamus antiquus).[8]
- Placa medieval de un arnés de caballo
- Capiteles románicos del antiguo monasterio benedictino de San Esteban de Bañolas
- Picas baptismales del antiguo monasterio benedictino de San Esteban de Bañolas: una prerrománica de inmersión (s.IX-X) y la otra románica (s.XI)
- Molar de mastodonte: Los mastodontes de Alvernia (Anancus arvenensis) son unos de los animales pliocénicos (Terciario final, 5-3 millones de años antes de nuestra era) más abundantes en los yacimientos paleontológicos del Pla de l’Estany, en especial en las terreras de Cornellá del Terri. Desde 1950 se han recuperado numerosos restos de estos animales, que suelen ir acompañados de otras especies contemporáneas como el rinoceronte etrusco (Stephanorhinus etruscus), el caballo de Stenon (Equus Stenonis) y el ciervo (Cervidae sp) de tamaño pequeño.[9]
- Arpón magdaleniense: Los arpones con doble hilera de dientes marcan en Europa occidental el punto culminante del magdaleniense superior, entre el 9.000-8.000 aC, justo antes de que termine el periodo glaciar y empiecen las culturas derivadas del magdaleniense, como el aziliense. La extraordinaria industria ósea, con algunas piezas decoradas con incisiones, de la Bora Grande de en Carreras (Seriñá), cuenta con arpones con dos hileras de dientes que debemos situar, pues, en este momento final del paleolítico superior, el momento de los últimos grandes cazadores.[10]
- Vaso neolítico: El neolítico antiguo de Cataluña se corresponde con el desarrollo de la cultura cardial (5500-5000 aC), denominada así por la concha (Cardium edule) con que decoraban sus vasos cerámicos. Hacia el final de esta cultura, a la fase epicardial (5000-4500 aC) se acostumbra a enterrar los muertos en espacios sepulcrals, situados al fondo de cuevas, que normalmente no son aptas para vivir. Este es el caso de la cueva de Mariver (Martís, Esponellà) de donde procede este vaso globular con cuello, una ofrenda mortuoria.[11]
- Diosa fortuna: En el año 1987 se hizo un descubrimiento sensacional en la villa romana de Vilauba (Camós). Al pie de la pared oeste de una habitación o larario de la parte alto imperial (I-III dC), dedicada al culto doméstico, se recuperaron tres figuras de bronce, con sus pies troncocónicos, que correspondían a una Fortuna, un Mercurio y un Lar. Este tipo de dioses son los que se encuentran normalmente en las casas de campo romanas, donde la devoción por la riqueza, el comercio y los antepasados superaba de largo la que tenían los grandes dioses del panteón romano.[12]
- Bol de cerámica azul: En el Pla de l’Estany contamos con pocos yacimientos arqueológicos de época medieval que hayan sido excavados científicamente. Uno de ellos, afortunadamente, es la torre o guardiola de Espasens, una pequeña fortificación del término de Fontcoberta. Fue excavada del todo entre 1988-1989, con el apoyo del museo, y proporcionó materiales muy interesantes de los siglos XIV-XV como objetos de bronce, dados de hueso, herramientas de hierro, monedas y vasos cerámicos de cocina o de mesa como este bol vidriado en azul.[13]

## Exposición permanente
La exposición permanente se encuentra repartida en varios ambientes:
- La sala de paleontología (5 millones-750.000 aC): expone los resultados de excavaciones en yacimientos como las Canteras de Cornellà del Terri, los estanques de Incarcal (Crespià) y la Bóbila Ordis (Porqueres).[14] La sala de paleontología acoge una variada e importante colección de finales del Terciario e inicios del Cuaternario (5-1 millones de años antes de nuestra era), fruto sobre todo de las excavaciones paleontológicas que lleva a cabo en la comarca el Instituto de Paleontología de Cataluña desde el año 1980 en el yacimiento de Incarcal (Crespiá) y de los hallazgos de los años 50-70 del siglo XX recogidas en el museo (terreras de Cornellá del Terri, Bóbila Ordis). De todo el conjunto vale la pena destacar los mastodontes, rinocerontes, ciervos y caballos pequeños (Terciario final, 5-3 millones antes de nuestra era) de Cornellá del Terri y la magnífica serie de carnívoros (tigres con dientes de sable, hienas) y de herbívoros (elefantes, hipopótamos, ciervos gigantes, caballos) de la Bóbila Ordis y de Incarcal (Cuaternario inicial, 1,3-0,75 millones de años antes de nuestra era). En el yacimiento de Incarcal, gracias a una excavación cuidadosa, se han recuperado algunos restos muy poco comunes en estos periodos tan remotos, así como numerosas nueces y una araña.[15]
- La sala de prehistoria (250.000-700 aC): Las salas de prehistoria son la parte más reconocida de las colecciones del museo. Cuentan con los materiales descubiertos por Pere Alsius (finales del siglo XIX) como la mandíbula neandertal de Bañolas, los materiales de la colección de Josep M. Corominas (1933-1973) y de las excavaciones modernas llevadas a cabo desde el año 1975 por la Universidad de Gerona. Destacan los yacimientos del paleolítico medio/superior de las cuevas de Seriñá (Arbreda, Reclau Viver, Pau, Mollet-I, Mollet-III, Cau del Roure y Bora Gran d’en Carreras), que nos proporcionan una visión completa de la cultura material, fauna y medio ambiente de los hombres de neandertal y sapiens que habitaron en estas zonas entre el 200.000 y 8.000 a. C. Otro yacimiento primordial del museo es el poblado del neolítico antiguo lacustre (cultura cardial, 5300-5000 aC) de la Draga, descubierto en el margen oriental del lago de Bañolas en el año 1990. Su excavación la coordina el museo, con la colaboración del Centro de Arqueología Subacuática de Cataluña, la Universidad Autónoma de Barcelona y el CSIC. Los numerosos objetos de madera que se han conservado, gracias a su situación, junto con el resto de su cultura material (objetos de hueso, piedra, cerámica, fauna y vegetales) forman una de las colecciones más valiosas del museo. Cabe mencionar también los restos humanos y ajuares funerarios procedentes de los entierros en las cuevas sepulcrales de Martís (Mariver y Encantades) y Seriñá, que abarcan un periodo comprendido entre el neolítico antiguo y la Edad del Bronce final (5500-700 aC).[16]
- La sala de historia (700 aC-1800 dC), dividida entre una etapa ibérica, una romana y una tardoromana.[17] Presenta los objetos ibéricos de la comarca, en especial los del poblado del Mas Castell de Porqueres, donde podemos ver los primeros vasos cerámicos a torno, armas y herramientas de hierro y también monedas de bronce, que son las grandes innovaciones en la cultura material de las tribus ibéricas. En el Pla de l’Estany se trata de la tribu de lo indiketas igual como en el Ampurdán. Seguramente, no obstante, el yacimiento histórico más importante que conserva el museo es la villa romana y visigoda de Vilauba (Camós). Esta villa fue descubierta en el año 1932, pero las excavaciones sistemáticas, coordinadas por el museo, empezaron en el año 1978 y se alargan hasta la actualidad. En Vilauba se puede estudiar cómo eran las villas romanas de la época alto imperial (siglos I-III dC), de la etapa bajo imperial (IV-V dC) y del periodo visigótico (VI-VII dC), cuando la villa se transforma ya en un vicus o pueblo alto medieval. Esta etapa bajoimperial y visigoda también es presente en el Mas Castell de Porqueres, donde se conoce una necrópolis y diversos templos de ese momento. La época medieval de la comarca está presente en el museo sobre todo a través de las colecciones del castillo de Espasens (Fontcoberta) de los siglos XIV-XV, y también por los hallazgos, en especial las necrópolis, del barrio viejo de Bañolas. La misma Pia Almoina, el edificio principal del museo, ha proporcionado numerosos vasos cerámicos de los siglos XIV-XVI (subsuelo patio gótico interior) y del XVII-XIX (pozo gótico del patio interior).[18]